# 笹島駅

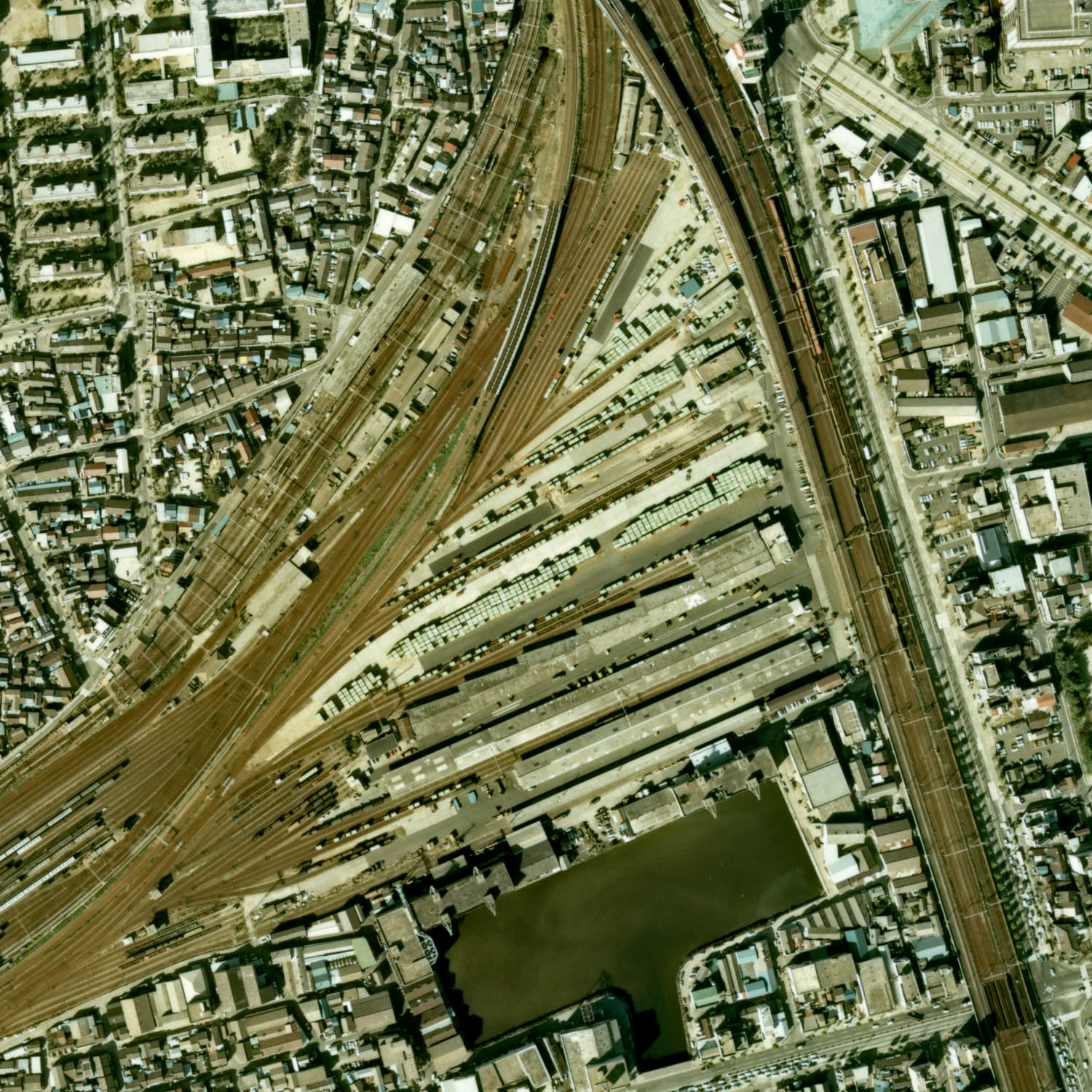
1977年に撮影された笹島駅。

笹島駅（ささじまえき）は、かつて愛知県名古屋市中村区にあった日本国有鉄道（国鉄）東海道本線の貨物駅（廃駅）である。電報略号は、サマ。名古屋駅の南側に隣接し営業キロ上は同一地にある駅であった。

## 駅構造
地上駅で、総敷地面積は16万平方メートル。東海道本線・関西本線・中川運河に挟まれた立地に、4面8線のコンテナホームや2面3線の上屋付貨物ホーム、仕分線などが存在した。また、駅の南西側（国鉄名古屋工場の南側）にある日清製粉名古屋工場への専用線も敷設されていた。
東海道本線の本線上にある駅という扱いながら、実際は稲沢駅 - 笹島駅 - 西名古屋港駅を結ぶ貨物線からでないと進入できない構造になっていた。

## 歴史
当初名古屋駅では旅客・貨物の双方を取り扱っており、貨物設備は駅の両側に分散して配置されていた。また、東海道本線・関西本線・中央本線の集まるターミナル駅として、これらの各線の間で行き来する貨車の入換作業も名古屋駅で行っていたため、輸送が増加するにつれて名古屋駅の作業が逼迫してきた。このため旅客と貨物の分離、旅客用の名古屋駅の高架化が実施されることになった。名古屋地区での貨車の入換は稲沢駅（稲沢操車場）へ移転し、貨物取扱は名古屋駅南側に関西本線沿いに建設される駅へ移転することになった。この関西本線沿いに建設された貨物駅が笹島駅である。東海道本線貨物支線（西名古屋港線）の起点としても位置づけられ、長らく名古屋を代表する貨物駅となった。貨物取扱は陸路のみでなく、新たに開削された中川運河を通じて水上からの貨物の中継点としての役目も担っていた。
1929年に第1期工事として4・5・6号積卸場が、翌年に水陸連絡設備と3号積卸場が完成。そして、1937年には正式に名古屋駅から分離されて笹島駅となった。
しかし、国鉄における貨物輸送の整理に伴い、1986年に実施された国鉄ダイヤ改正に合わせる形で、業務を西名古屋港線の名古屋貨物ターミナル駅（1980年開設）に譲り、廃止された。
廃止後の駅跡地は広い敷地を活かしてキルメス名古屋（1992年夏に開催。1993年夏にはキルメス・ファンタジカという名前で開催）、木下大サーカスなどのイベント会場となったほか、西名古屋港線の旅客化に伴いささしまライブ駅が設置され、2005年にはデ・ラ・ファンタジアと呼ばれる愛知万博のサテライト開場としても使用された。その後、駅の跡地は「ささしまライブ24地区」として再開発が進められた。跡地にはグローバルゲートが建設された。

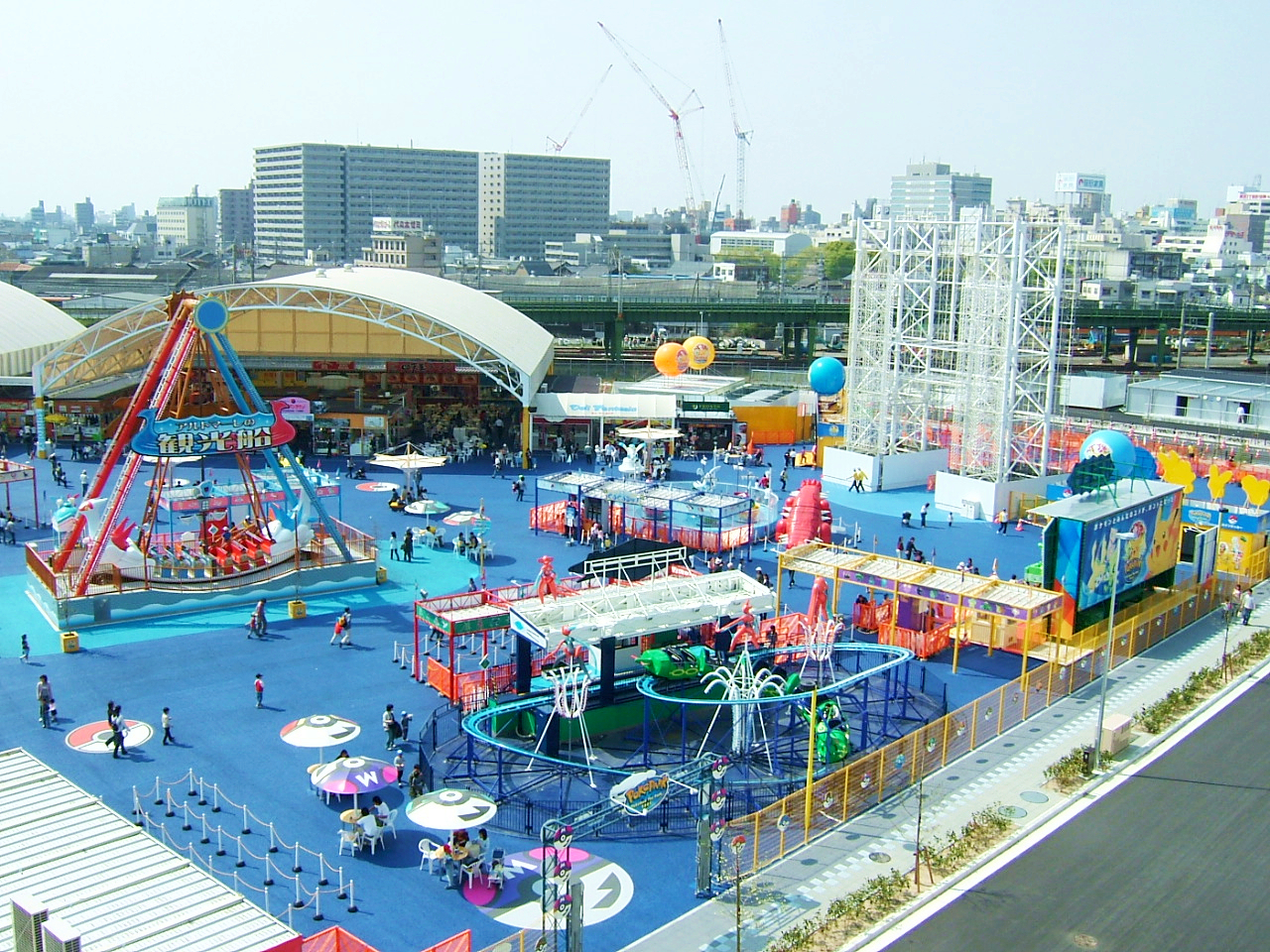
デ・ラ・ファンタジア
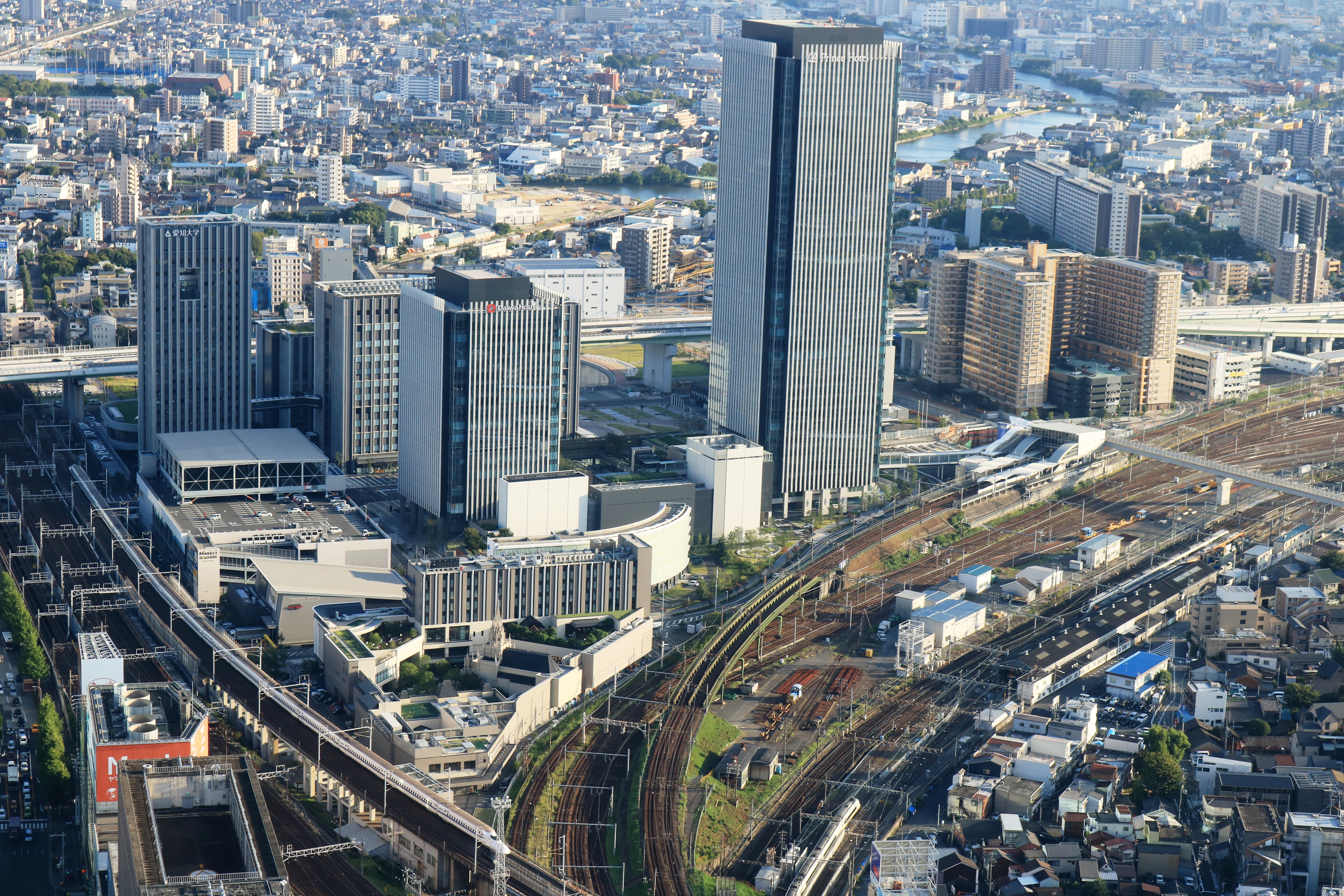
再開発の進む駅跡地 （2017年9月）

## 年表
- 1929年（昭和4年） - 第1期工事完成。
- 1930年（昭和5年） - 水陸連絡設備完成。
- 1937年（昭和12年）2月1日 - 名古屋駅から分離、正式開業[1]。
- 1942年（昭和17年）4月1日 - 小荷物の取扱いを開始[1]。
- 1954年（昭和29年）9月1日 - 小荷物の取扱いを廃止[1]。
- 1961年（昭和36年）3月13日 - コンテナ貨物の取扱いを開始[1]。
- 1974年（昭和49年）10月1日 - 小荷物の取扱いを再開[1]。
- 1979年（昭和54年）8月1日 - 小荷物の取扱いを再廃止[1]。
- 1982年（昭和57年）11月15日 - コンテナ貨物の取扱いを廃止[1]。
- 1986年（昭和61年）11月1日 - 車扱貨物の取扱いが廃止され、駅廃止[1]。

## 駅周辺の道路
- 名駅通（2018年9月16日に笹島線と接続）
- 大須通（2018年9月16日に椿町線と接続）
- 笹島線（2018年9月16日全線開通）
- 椿町線（2018年9月16日全線開通）